# Sukun (Insel)
Sukun (indonesisch Pulau Sukun) ist eine indonesische Insel in der Floressee. Sie liegt nördlich von Flores.

## Name
Der Name „Sukun“ ist das indonesische Wort für die Brotfrucht, allerdings wächst sie auf der Insel nur selten. Tatsächlich leitet sich der Inselname vom Wort „syukur“ (deutsch Dankbarkeit) ab. Der Legende nach wurde die Insel von einem Bugis benannt, der auf der Fahrt von Sulawesi nach Flores hier Trinkwasser fand.

## Geographie
Sukun liegt 45 Seemeilen nördlich von Flores. Mit dem Motorboot dauert die Fahrt bei gutem Wetter von Sikkas Hauptort Maumere bis zur Insel vier Stunden. Ein Fährverkehr fehlt. Sukun gehört zum Distrikt (Kecamatan) Alok (Regierungsbezirk Sikka). Die Insel bildet den nördlichsten Punkt der Provinz Ost-Nusa Tenggara. Einziges Dorf auf der Insel ist Samparong an der Westküste. Es teilt sich in die Siedlungen Sambuta, Sukun und Kajuangin auf.
Die Insel ist etwa 3 km lang und 1,5 km breit. Innerhalb einer dreiviertel Stunde kann man sie mit dem Motorboot umrunden.
Im Osten der Insel, einen Fußweg von etwa 45 Minuten vom Dorf entfernt, liegt der 29,54 Hektar große Samparongsee. Der See entstand 1815 bei einer vulkanischen Eruption. Durch das Floresbeben von 1992 schwappte eine Tsunami Meerwasser in den See und ließ seinen Pegel um 20 m ansteigen. Heute ist der Salzgehalt des Sees höher als der des Meeres. Die Ränder des Sees sind von abgeschiedenem Salz weiß gefärbt. In der Regenzeit steigt die Wasseroberfläche des Sees um drei Meter und überflutet den Uferweg. Umgeben ist er von mehreren Hügeln, darunter im Norden der Mahe, mit etwa 300 m die höchste Erhebung der Insel.

## Einwohner
2014 lebten 1130 Menschen auf Sukun. Die meisten Einwohner gehören zu den Sica, Bajau und Bugis bilden Minderheiten. Anders als auf dem katholisch dominierten Flores sind die Bewohner Sukuns Muslime. Samparong verfügt über drei Moscheen. Die Bewohner werden als religiös beschrieben, entsprechend konservativ ist die Kleidung. Die Frauen tragen Kopftücher.

## Wirtschaft und Verkehr
Die Wege auf der Insel sind unbefestigt. Ohnehin gibt es hier als Verkehrsmittel nur Motorräder. An den Wegen liegen Gemeinschaftsgärten, in denen Maniok und grüne Bohnen angepflanzt werden. Haupteinnahmequelle ist der Fischfang.

## Kultur
Das Baden im Samparongsee ist tabu. Angeblich verschwanden Menschen, die im See schwammen. Der Legende nach entstand der See durch ein Erdbeben, nachdem ein Mann seine Frau mit ihrer Schwester betrogen hatte. Die beiden Ehebrecher erstarrten zu Stein. Sie stehen als Batu Mandi Laki-laki (der Mann) und Batu Mandi Perempuan (die Frau) im Meer im Südosten und Nordosten der Insel. Im Januar oder November finden am Ufer des Sees Rituale zu Ehren der Ahnen und der Wächter des Sees statt. Dazu werden Ziegen und Hühner geschlachtet und auch Hühnereier, Betelnüsse und schwarzer, weißer und brauner Reis geopfert.